# 28. септембар
28. септембар (28.9.) је 271. дан у години по грегоријанском календару (272. у преступној години). До краја године има још 94 дана.

## Догађаји
- 351 — Битка код Мурсе (данашњи Осијек): Римски цар Констанције II по цену великих жртава поразио западног узурпатора Магненција.
- 1066 — Нормански војвода Вилијам, искрцао се с војском код Певенсија у јужној енглеској покрајини Сасекс и почео освајање Енглеске.
- 1864 — У Лондону основана Прва интернационала, за коју је оснивачки документ под називом „Инаугурална адреса и Статут“ написао Карл Маркс.
- 1928 — Шкотски биолог Александер Флеминг је открио пеницилин када је открио да ова гљива убија бактерије у својој лабораторији.
- 1944 — Јединице Црвене армије у Другом светском рату прешле у Србију на основу југословенско-совјетског договора.
- 1949 — Москва једнострано отказала уговор о пријатељству и узајамној помоћи СССР и Југославије, што су потом учиниле и остале земље „социјалистичког лагера“, Мађарска 30. септембра, Бугарска и Румунија 1. и Чехословачка 4. октобра.
- 1965 — Приликом ерупције вулкана на Филипинима, 56 километара јужно од Маниле, 184 особе изгубиле живот.
- 1988 — Завршава се шаховски турнир у Тилбургу, Холандија, победом Анатолија Карпова.
- 1990 — У Скупштини Србије усвојен нов Устав, којим је укинут комунизам, уведен вишестраначки политички систем, а покрајине Војводина и Косово изгубиле атрибуте државности и постале територијалне аутономије.
- 1994 — У невремену у Балтичком мору у близини финске обале потонуо ферибот „Естонија“, усмртивши 852 особе.
- 1996 — 
  - У Вучитрну на Косову бачене две експлозивне направе у круг војне касарне, а у селу Рудник и месту Подујево нападнуте полицијске станице. Оружани напади косовских Албанаца на пунктове српске полиције учестали у наредним месецима, што је почетком 1998. довело до отворених сукоба.
  - У сарајевском насељу Анекс убијен је Неџад Угљен, помоћник директора Агенције за истраге и документацију (AID). Починилац убиства није пронађен.
- 1998 — После две недеље уличних немира и насиља који су запретили да ће оборити Владу силом, албански премијер Фатос Нано поднео оставку.
- 2000 — 
  - Савезна изборна комисија саопштила коначне резултате председничких избора у Југославији, према којима Слободан Милошевић и Војислав Коштуница иду у други изборни круг. Сматрајући да су резултати фалсификовани, присталице ДОС почеле масовне протесте широм земље.
  - Избила је Друга интифада након посете Аријела Шарона јерусалимском Старом граду.
- 2001 — Савет безбедности Уједињених нација укинуо санкције Судану, уведене 1996. пошто је та земља одбила да изручи осумњичене за атентат на египатског председника Хоснија Мубарака, 1995. у Етиопији. Укидање санкција тражили Египат и Етиопија.
- 2002 — Шахисти сарајевске Босне по четврти пут освојили Куп европских шампиона.

## Рођења
- 1803 — Проспер Мериме, француски књижевник, археолог и историчар. (прем. 1870)
- 1833 — Владимир Јовановић, српски политичар, економиста и новинар. (прем. 1922)
- 1841 — Жорж Клемансо, француски државник. (прем. 1929)
- 1880 — Војислав Танкосић, мајор српске војске и четнички војвода. (прем. 1915)
- 1901 — Ед Саливан, амерички ТВ водитељ, спортски коментатор, репортер и колумниста. (прем. 1974)
- 1916 — Питер Финч, британско-аустралијски глумац. (прем. 1977)
- 1924 — Марчело Мастројани, италијански глумац. (прем. 1996)
- 1934 — Брижит Бардо, француска глумица, певачица и модел.
- 1935 — Роналд Лејси, енглески глумац. (прем. 1991)
- 1938 — Бен Е. Кинг, амерички музичар и музички продуцент. (прем. 2015)
- 1942 — Маршал Бел, амерички глумац.
- 1952 — Силвија Кристел, холандска глумица и модел. (прем. 2012)
- 1960 — Мехмед Баждаревић, босанскохерцеговачки фудбалер и фудбалски тренер.
- 1963 — Весна Станојевић, српско-енглеска глумица.
- 1964 — Џајлс Питерсон, енглески ди-џеј.
- 1967 — Мира Сорвино, америчка глумица.
- 1968 — Наоми Вотс, енглеска глумица и филмска продуценткиња.
- 1968 — Мика Хекинен, фински аутомобилиста, возач Формуле 1.
- 1972 — Дита фон Тиз, америчка плесачица, глумица, певачица и модел.
- 1974 — Тина Ивановић, српска певачица.
- 1981 — Хозе Мануел Калдерон, шпански кошаркаш.
- 1981 — Марјан Марковић, српски фудбалер.
- 1982 — Александар Ањуков, руски фудбалер.
- 1982 — Андерсон Варежао, бразилски кошаркаш.
- 1982 — Емека Окафор, амерички кошаркаш.
- 1984 — Матје Валбуена, француски фудбалер.
- 1984 — Мелоди Торнтон, америчка певачица.
- 1986 — Андрес Гвардадо, мексички фудбалер.
- 1987 — Хилари Даф, америчка музичарка, глумица, модна дизајнерка и предузетница.
- 1987 — Филип Ђорђевић, српски фудбалер.
- 1988 — Ненад Маринковић, српски фудбалер.
- 1988 — Марин Чилић, хрватски тенисер.
- 1992 — Кем Берч, канадски кошаркаш.

## Смрти
- 48. п. н. е. — Гнеј Помпеј Велики, римски државник и војсковођа (рођ. 106. п. н. е.).
- 1895 — Луј Пастер, француски хемичар и биолог (рођ. 1822).
- 1914 — Стеван Стојановић Мокрањац, српски композитор и музички педагог (рођ. 1856).
- 1943 — Бошко Буха, бомбаш Друге пролетерске ударне бригаде, народни херој Југославије (рођ. 1926).
- 1953 — Едвин Хабл, амерички астроном (рођ. 1889).
- 1966 — Андре Бретон, француски писац и теоретичар (рођ. 1896).
- 1970 — Гамал Абдел Насер, египатски државник. (рођ. 1918).
- 1981 — Ксенија Атанасијевић, прва жена доцент и прва жена која је докторирала на Београдском универзитету 1922. године (рођ. 1894).[1]
- 1989 — Фердинанд Маркос, филипински председник и диктатор (рођ. 1917).
- 1991 — Мајлс Дејвис, амерички џез трубач и композитор (рођ. 1926).
- 1995 — Слободан Ивковић, југословенски и српски кошаркаш и кошаркашки тренер (рођ. 1937).
- 2000 — Пјер Трудо, канадски државник (рођ. 1919).
- 2003 — Елија Казан, амерички филмски редитељ, сценариста, продуцент, глумац и књижевник, грчког порекла, рођен у Турској (рођ. 1909).
- 2003 — Алтеа Гибсон, америчка тенисерка, голферка и прва тамнопута тенисерка која је освојила Вимблдон (рођ. 1927).
- 2016 — Шимон Перес, израелски политичар
- 2022 — Кулио, амерички хип хоп музичар, глумац и музички продуцент. (рођ. 1963)[2]

## Празници и дани сећања
- 1958 — У Француској одржан референдум на ком је прихваћен нов Устав, чиме је почело раздобље Пете Републике. Новим Уставом ојачана председничка власт.